# Discografie van Don Giovanni Records
| Discografie van Don Giovanni Records | Discografie van Don Giovanni Records |
| ------------------------------------ | ------------------------------------ |
| Studioalbums                         | 82                                   |
| Singles en ep's                      | 41                                   |
| Verzamelalbums                       | 7                                    |
| Livealbums                           | 1                                    |

De discografie van Don Giovanni Records, een onafhankelijk platenlabel uit New York dat zich richt op punkrock en alternatieve muziek, bestaat uit 131 uitgaves: 82 studioalbums, 41 singles en ep's, zeven verzamelalbums en een livealbum. Het platenlabel werd opgericht in 2003 en heeft sindsdien muziek uitgegeven op onder andere vinyl, cd, cassette en als download.
De catalogennummers beginnen bij DG-01 en volgen elkaar niet per se op chronologische wijze op. Een catalogennummer dat met .5 eindigt (zoals DG-47.5) is een ep of single dat bij een bepaald album hoort en uitgegeven is om het desbetreffende album te promoten.
Naast muziekalbums heeft het label ook een aantal boeken uitgegeven, namelijk Spy Rock Memories (DG-61, 2013) van Larry Livermore, My Body is a Prison/My Mind is a Disease (2013) van Marissa Paternoster, How Do You Like What You Have. (2014) van Lauren Denitzio, SHRINE (DG-90, 2015) van Faye Orlove, Naked Under the Arch (2015) van Marissa Paternoster, Leslie (2015) van Leslie Paternoster en How to Ru(i)n a Record Label (DG-96, 2015) van Larry Livermore.

## Uitgaves
| Jaar | Artiest/band                         | Titel                                                             | Formaat   | Soort         | Catalogennummer |
| ---- | ------------------------------------ | ----------------------------------------------------------------- | --------- | ------------- | --------------- |
| 2003 | Talk Hard                            | Sarah Connor's Will                                               | 7"        | ep/single     | DG-01           |
| 2004 | Kamikaze                             | Seppukul                                                          | 7"        | ep/single     | DG-02           |
| 2004 | Full Circle Swing                    | Full Circle Swing                                                 | 7"        | ep/single     | DG-03           |
| 2004 | Snakebite                            | Feel the Buzz                                                     | 7"        | ep/single     | DG-04           |
| 2005 | Talk Hard                            | War Journall                                                      | 7"        | ep/single     | DG-05           |
| 2005 | Snakebite                            | Every Bad Idea is a Good Idea                                     | 7"        | ep/single     | DG-06           |
| 2005 | The Degenerics                       | The Final Chapter                                                 | 7"        | ep/single     | DG-07           |
| 2005 | The Ergs!                            | dorkrockcorkrod                                                   | lp        | studioalbum   | DG-08           |
| 2005 | Shape Shifter                        | Shape Shifter                                                     | 7"        | ep/single     | DG-09           |
| 2006 | Project 27                           | Time to Fold                                                      | 7"        | ep/single     | DG-10           |
| 2006 | The Measure (SA)                     | Historical Fiction                                                | lp        | studioalbum   | DG-11           |
| 2006 | The Ergs!                            | Jersey's Best Prancers                                            | 12", cd   | ep/single     | DG-12           |
| 2006 | For Science                          | Revenge for Hire                                                  | lp, cd    | studioalbum   | DG-13           |
| 2006 | Dustheads                            | Tall Tales I                                                      | 7"        | ep/single     | DG-14           |
| 2007 | Dustheads                            | Tall Tales II                                                     | 7"        | ep/single     | DG-15           |
| 2007 | The Steinways                        | Rocket Surgery                                                    | 7"        | ep/single     | DG-16           |
| 2007 | For Science                          | Way Out of Control                                                | 12"       | ep/single     | DG-17           |
| 2007 | For Science                          | Tomorrow's Just Another Day                                       | lp        | studioalbum   | DG-21           |
| 2007 | Hunchback                            | Inside/Out b/w Song For Dave Berg                                 | 7"        | ep/single     | DG-22           |
| 2007 | Dustheads                            | Collected Sounds                                                  | cd        | verzamelalbum | DG-24           |
| 2008 | Hunchback                            | Pray for Scars                                                    | lp, cd    | studioalbum   | DG-18           |
| 2008 | Dustheads                            | Little Pieces                                                     | 12"       | ep/single     | DG-20           |
| 2008 | Hellhole                             | Uppers/Downers                                                    | 7"        | ep/single     | DG-25           |
| 2008 | The Measure (SA)                     | Songs About People... And Fruit N' Shitl                          | 12"       | ep/single     | DG-26           |
| 2008 | The Ergs!                            | That's It... Bye                                                  | 12"       | ep/single     | DG-27           |
| 2009 | The Groucho Marxists                 | Manifesto!                                                        | lp        | studioalbum   | DG-23           |
| 2009 | Pregnant                             | Wanna See My Gun?                                                 | 7"        | ep/single     | DG-28           |
| 2009 | Screaming Females                    | Power Move                                                        | lp, cd    | studioalbum   | DG-29           |
| 2009 | Screaming Females                    | What if Someone is Watching Their T.V.?                           | lp, cd    | studioalbum   | DG-30           |
| 2009 | Black Wine                           | Black Wine                                                        | lp        | studioalbum   | DG-32           |
| 2010 | Shellshag                            | Rumors in Disguise                                                | lp, cd    | studioalbum   | DG-31           |
| 2010 | Screaming Females                    | Singles                                                           | cd        | verzamelalbum | DG-33           |
| 2010 | Byrds of Paradise                    | Omega Man / Members                                               | 7"        | ep/single     | DG-34           |
| 2010 | Noun                                 | Holy Hell                                                         | lp, cd    | studioalbum   | DG-35           |
| 2010 | Full Of Fancy                        | Liquid Nature + The Singles                                       | cd        | studioalbum   | DG-36           |
| 2010 | Screaming Females                    | Castle Talk                                                       | lp, cd    | studioalbum   | DG-37           |
| 2010 | Big Eyes                             | Why Can't I b/w Your Lies                                         | 7"        | ep/single     | DG-40           |
| 2010 | Black Wine                           | Dark Energy                                                       | 7"        | ep/single     | DG-41           |
| 2011 | Screaming Females                    | Baby Teeth                                                        | lp, cd    | studioalbum   | DG-38           |
| 2011 | Byrds of Paradise                    | Teenage Symphonies                                                | lp        | studioalbum   | DG-39           |
| 2011 | The Steinways                        | Promise It'll Never Happen Again                                  | lp        | verzamelalbum | DG-42           |
| 2011 | Big Eyes                             | Hard Life                                                         | lp, cd    | studioalbum   | DG-43           |
| 2011 | Laura Stevenson & The Cans           | Sit Resist                                                        | lp, cd    | studioalbum   | DG-44           |
| 2011 | The Measure (SA)                     | Jersey's Best                                                     | 7"        | ep/single     | DG-45           |
| 2011 | Black Wine                           | Summer of Indifference                                            | lp        | studioalbum   | DG-46           |
| 2011 | Nuclear Santa Claust                 | Nuclear Santa Claust                                              | 7"        | ep/single     | DG-47           |
| 2011 | Screaming Females                    | Fun (Live at WFMU) b/w Dinosaurs (Live at Knitting Factory)       | 7"        | ep/single     | DG-47.5         |
| 2012 | Hilly Eye                            | Jacob's Ladder                                                    | 7"        | ep/single     | DG-49           |
| 2012 | Waxahatchee                          | American Weekend                                                  | lp, cd    | studioalbum   | DG-51           |
| 2012 | Noun                                 | Noun                                                              | 7"        | ep/single     | DG-52           |
| 2012 | Screaming Females                    | It All Means Nothing                                              | 7"        | ep/single     | DG-55           |
| 2012 | Screaming Females                    | Ugly                                                              | 2x lp, cd | studioalbum   | DG-56           |
| 2012 | Plastic Cross                        | Grayscale Rainbows                                                | lp        | studioalbum   | DG-57           |
| 2012 | Black Wine                           | Hollow Earth                                                      | lp        | studioalbum   | DG-58           |
| 2012 | Brick Mower                          | My Hateable Face                                                  | lp        | studioalbum   | DG-59           |
| 2013 | Nuclear Santa Claust                 | Order of the New Age                                              | lp        | studioalbum   | DG-48           |
| 2013 | Jeffrey Lewis                        | The Last Time I Did Acid I Went Insane                            | lp        | studioalbum   | DG-53           |
| 2013 | Hilly Eye                            | Reasons to Live                                                   | lp + cd   | studioalbum   | DG-54           |
| 2013 | Shellshag                            | Shellshag Forever                                                 | lp        | studioalbum   | DG-60           |
| 2013 | Waxahatchee                          | Cerulean Salt                                                     | lp, cd    | studioalbum   | DG-62           |
| 2013 | California X                         | California X                                                      | lp, cd    | studioalbum   | DG-63           |
| 2013 | Stormshadow                          | Set on Destroy                                                    | lp        | studioalbum   | DG-64           |
| 2013 | Noun                                 | Forgotten Grin                                                    | cs        | verzamelalbum | DG-65           |
| 2013 | Screaming Females                    | Chalk Tape                                                        | cs        | ep/single     | DG-66           |
| 2013 | Laura Stevenson                      | Runner                                                            | 7"        | ep/single     | DG-67           |
| 2013 | Laura Stevenson                      | Wheel                                                             | lp, cd    | studioalbum   | DG-68           |
| 2013 | Vacation                             | Candy Waves                                                       | cd        | studioalbum   | DG-69           |
| 2013 | Modern Hut                           | Generic Treasure                                                  | lp        | studioalbum   | DG-70           |
| 2013 | Kicking Spit                         | Negative Feedback                                                 | lp        | studioalbum   | DG-71           |
| 2013 | Vacation                             | Vacation                                                          | cd        | studioalbum   | DG-72           |
| 2013 | Worriers                             | Cruel Optimist                                                    | lp        | studioalbum   | DG-73           |
| 2013 | Upset                                | She's Gone                                                        | lp, cd    | studioalbum   | DG-74           |
| 2014 | Crow Bait                            | Sliding Through the Halls of Fate                                 | lp, cd    | studioalbum   | DG-75           |
| 2014 | California X                         | Nights in the Dark                                                | lp, cd    | studioalbum   | DG-76           |
| 2014 | Brick Mower                          | Teenage Graceland                                                 | lp        | studioalbum   | DG-77           |
| 2014 | Chris Gethard                        | My Comedy Album                                                   | lp        | studioalbum   | DG-79           |
| 2014 | Screaming Females                    | Live at the Hideout                                               | 2x lp, cd | livealbum     | DG-80           |
| 2014 | Peter Stampfel                       | Better Than Expected                                              | cd        | studioalbum   | DG-82           |
| 2014 | Priests                              | Bodies and Control and Money and Power                            | 12", cd   | ep/single     | DG-84           |
| 2014 | Black Wine                           | Yell Boss                                                         | lp        | studioalbum   | DG-85           |
| 2014 | Nuclear Santa Claust / The McRackins | Split                                                             | 7"        | ep/single     | DG-86.5         |
| 2014 | Nude Beach                           | 77                                                                | 2x lp, cd | studioalbum   | DG-87           |
| 2014 | Screaming Females                    | Wishing Well                                                      | 7"        | ep/single     | DG-88           |
| 2015 | Marvin Berry & The New Sound         | Bootleg                                                           | download  | studioalbum   | DG-78           |
| 2015 | Peter Stampfel                       | NSA Man                                                           | download  | ep/single     | DG-81           |
| 2015 | Tenement                             | Predatory Headlights                                              | 2x lp, cd | studioalbum   | DG-83           |
| 2015 | Nuclear Santa Claust                 | Je Ne Sais Claust                                                 | lp        | studioalbum   | DG-86           |
| 2015 | Screaming Females                    | Rose Mountain                                                     | lp, cd    | studioalbum   | DG-89           |
| 2015 | Jeffrey Lewis                        | It's the Ones Who've Cracked That the Light Shines Through        | lp + cd   | verzamelalbum | DG-91           |
| 2015 | Mal Blum                             | You Look a Lot Like Me                                            | lp, cd    | studioalbum   | DG-92           |
| 2015 | Downtown Boys                        | Full Communism                                                    | lp, cd    | studioalbum   | DG-94           |
| 2015 | The Lookouts                         | Spy Rock Road and Other Stories                                   | 2x lp, cd | verzamelalbum | DG-95           |
| 2015 | Alice                                | Revenge Pop                                                       | 12"       | ep/single     | DG-97           |
| 2015 | Aye Nako                             | The Blackest Eye                                                  | 12"       | ep/single     | DG-98           |
| 2015 | Vacation                             | Non-Person                                                        | lp        | studioalbum   | DG-101          |
| 2015 | Worriers                             | Imaginary Life                                                    | lp, cd    | studioalbum   | DG-102          |
| 2015 | Izzy True                            | Troll EP                                                          | cs        | ep/single     | DG-103          |
| 2015 | Noun                                 | Throw Your Body on the Gears and Stop the Machine With Your Blood | lp        | studioalbum   | DG-104          |
| 2015 | Laura Stevenson                      | Cocksure                                                          | lp, cd    | studioalbum   | DG-105          |
| 2015 | Painted Zeros                        | Floriography                                                      | lp, cd    | studioalbum   | DG-106          |
| 2015 | Mitylion                             | Nite Flite                                                        | lp        | studioalbum   | DG-107          |
| 2015 | Shellshag                            | Why'd I Have to Get So High?                                      | lp        | studioalbum   | DG-108          |
| 2015 | Roadside Graves                      | Acne/Ears                                                         | download  | studioalbum   | DG-109          |
| 2016 | Peter Stampfel                       | Holiday for Strings                                               | cd        | studioalbum   | DG-93           |
| 2016 | Giant Peach                          | Tarantula                                                         | lp        | studioalbum   | DG-110          |
| 2016 | Pinkwash                             | Collective Sigh                                                   | lp, cd    | studioalbum   | DG-112          |
| 2016 | Outer Spaces                         | A Shedding Snake                                                  | lp, cd    | studioalbum   | DG-113          |
| 2016 | Mikey Erg                            | Tentative Decisions                                               | lp, cd    | studioalbum   | DG-114          |
| 2016 | Amy Klein                            | Fire                                                              | lp        | studioalbum   | DG-115          |
| 2016 | Alice Bag                            | Alice Bag                                                         | lp, cd    | studioalbum   | DG-116          |
| 2016 | Izzy True                            | Nope                                                              | lp        | studioalbum   | DG-117          |
| 2016 | P.S. Eliot                           | 2007-2011                                                         | 2x cd     | verzamelalbum | DG-118          |
| 2016 | Jamie Kilstein and The Agenda        | A Bit Much                                                        | lp + cd   | studioalbum   | DG-119          |
| 2016 | Sex Stains                           | Sex Stains                                                        | lp, cd    | studioalbum   | DG-120          |
| 2016 | Moor Mother                          | Fetish Bones                                                      | lp, cd    | studioalbum   | DG-121          |
| 2016 | Sammus                               | Pieces in Space                                                   | lp, cd    | studioalbum   | DG-122          |
| 2016 | Fake Limbs                           | Matronly                                                          | lp        | studioalbum   | DG-123          |
| 2016 | Erica Freas                          | Patient Ones                                                      | lp, cd    | studioalbum   | DG-124          |
| 2016 | RVIVR                                | RVIVR                                                             | lp, cd    | studioalbum   | DG-125          |
| 2017 | Kissing is a Crime                   | Kissing is a Crime                                                | lp        | studioalbum   | DG-126          |
| 2017 | Aye Nako                             | Silver Haze                                                       | lp, cd    | studioalbum   | DG-133          |
| 2017 | Lee Bains III & The Glory Fires      | Youth Detention (Nail My Feet Down to the Southside of Town)      | 2x lp, cd | studioalbum   | DG-134          |
| 2017 | What Cheer? Brigade                  | You Can't See Inside of Me                                        | 2x cd     | studioalbum   | DG-136          |
| 2017 | Peter Stampfel                       | The Cambrian Explosion                                            | cd        | studioalbum   | DG-139          |
| 2017 | Moor Mother / Mental Jewelry         | Crime Waves                                                       | 12"       | ep/single     | DG-140          |
| 2017 | Light Beams                          | Light Beams                                                       | cs        | studioalbum   | DG-144          |
| 2017 | RVIVR                                | The Joester Sessions                                              | cd        | studioalbum   | DG-145          |
| 2017 | RVIVR                                | The Beauty Between                                                | cd        | studioalbum   | DG-147          |
| 2017 | Big Huge                             | Cruel World                                                       | cs        | studioalbum   | DG-152          |
| 2017 | Screaming Females                    | Black Moon                                                        | 7"        | ep/single     | DG-156.5        |
| 2017 | L7                                   | Dispatch from Mar-a-Lago                                          | download  | ep/single     | DG-163          |